# Іганово
Іга́ново (болг. Иганово) — село в Пловдивській області Болгарії. Входить до складу общини Карлово.

## Населення
За даними перепису населення 2011 року у селі проживали 510 осіб.
Національний склад населення села:
| Національність   | Кількість осіб | Відсоток |
| ---------------- | -------------- | -------- |
| болгари          | 226            | 76,6%    |
| цигани           | 68             | 23,1%    |
| інша             | 0              | 0%       |
| Всього відповіли | 295            |          |

Розподіл населення за віком у 2011 році:
Динаміка населення: